# Courson-Monteloup
Courson-Monteloup är en kommun i departementet Essonne i regionen Île-de-France i norra Frankrike. Kommunen ligger i kantonen Limours som tillhör arrondissementet Palaiseau. År 2022 hade Courson-Monteloup 570 invånare.

## Befolkningsutveckling
Antalet invånare i kommunen Courson-Monteloup
| Referens: INSEE |